# Westsylvania
 (mars 2020).

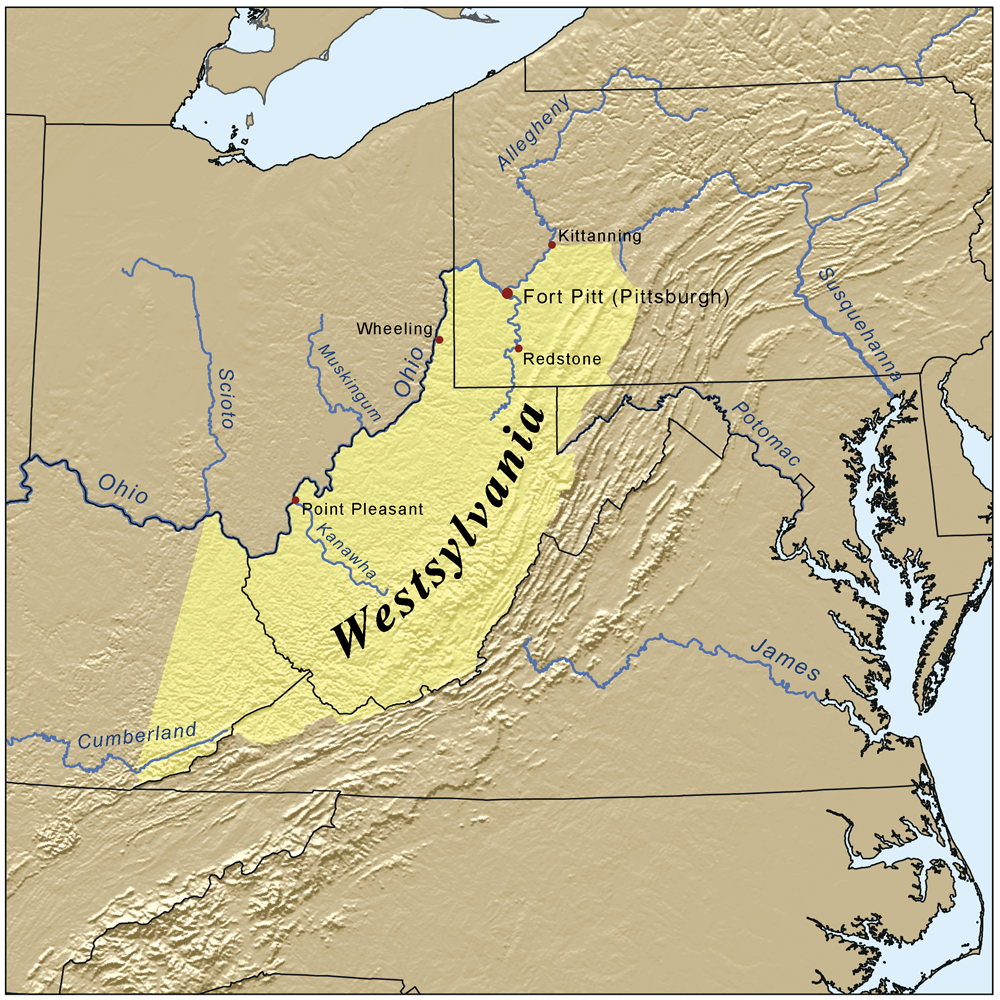
Localisation de l'État.

Westsylvania était un État des États-Unis d'Amérique proposé lors de la création de ceux-ci. Il se situe à l'ouest de l'actuelle Pennsylvanie et au nord de l'actuelle Virginie-Occidentale.

## Héritage
La Westsylvania Heritage Corporation (en) est une organisation publique basée à Hollidaysburg en Pennsylvanie. Elle est créée à la fin des années 1990 par la Southwestern Pennsylvania Heritage Preservation Commission, une commission fédérale mise en place pour superviser le America's Industrial Heritage Project. Les objectifs de la Westsylvania sont de promouvoir l'histoire et de protéger l'identité de la Pennsylvanie occidentale ; parmi ses actions, elle a assuré la publication du Westsylvania magazine, consacré à l'histoire et la vie dans la région, de 1997 à 2006, où la publication cesse pour raisons financières.